# Wolfgang Neuhausen
Wolfgang Neuhausen (Künstlername: NEMO, * 7. April 1949 in Düsseldorf) ist deutscher Pantomime, Regisseur und Autor.

## Leben
Wolfgang Neuhausen bestand das Abitur am Görres-Gymnasium in Düsseldorf und studierte Philosophie und Latein an der Universität Köln.
Unter dem Künstlernamen NEMO tritt Wolfgang Neuhausen weltweit auf und hatte dabei Gastspiele in bislang 42 Ländern und über 100 TV-Auftritte.
Dabei spielt er Pantomimen, Mime Comedy, Clownszenen, Meditationen, macht pantomimische Führungen und Improvisationsprogramme mit Musikern, Orchestern, Schriftstellern und Performern jeder Art. Seit 2007 ist er auch aktiv beim Düsseldorfer Sitzungskarneval.
Im April 2008 gründete Neuhausen in Mpumalanga (Südafrika) die Clownsschool for Live (CSFL), ein soziales Projekt das berufliche Perspektiven für junge Menschen in den Townships schaffen möchte.

## Ehrungen (Auswahl)
Auszeichnungen
- 2019 Golden Hands Award von der World Mime Organisation
- 2019 Award Asian Film- and Television Academy Delhi (India)
- 2019 Festival Award International Indian Mime Festival Kolkata (India)
- 2018 Festival Award DUMA Mime Fest Dhaka (Bangladesh)
- 2016 ETHOS Festival Award Ankara (Turkey)
- 2016 Lynxx Mime Festival Award Banja Luka (Serbia)
- 2013 ETHOS Festival Award Ankara (Turkey)
- 2012 Prix Ellnere, Düsseldorf (Germany)
- 2010 ETHOS Festival Award Ankara (Turkey)
- 2006 BürgerEngagement-Preis Düsseldorf (Germany)
- 2004 Special Prix Mimolet Festival Tyumen (Russland)
- 2001 Special Prix Festival Teheran (Iran)
- 1983 TZ-Rose Munich (Germany)
- 1979 Supporting Price Province of NRW (Germany)
- 1973 Special Prix Festival Sczeczcin (Poland)
- 1978 Förderpreis des Landes Nordrhein-Westfalen für junge Künstlerinnen und Künstler aus der Hand von NRW-Ministerpräsident Johannes Rau.